# Kompania graniczna KOP „Przewłoka”
Kompania graniczna KOP „Przewłoka” – pododdział graniczny Korpusu Ochrony Pogranicza pełniący służbę ochronną na granicy polsko-radzieckiej.

## Geneza
Do czasu zakończenia wojny polsko-bolszewickiej, czyli do jesieni 1920, wschodnią granicę państwa polskiego wyznaczała linia frontu. Dopiero zarządzeniem z 6 listopada 1920 utworzono Kordon Graniczny Ministerstwa Spraw Wojskowych. W połowie stycznia 1921 zmodyfikowano formę ochrony granicy i rozpoczęto organizowanie Kordonu Granicznego Naczelnego Dowództwa WP. Obsadzony on miał być przez żandarmerię polową i oddziały wojskowe. Latem 1921 ochronę granicy wschodniej postanowiło powierzyć Batalionom Celnym. W Wielkim Rożynie rozmieszczono dowództwo i pododdziały sztabowe 37 batalionu celnego. 
W drugiej połowie 1922 przeprowadzono kolejną reorganizację organów strzegących granicy wschodniej. 1 września 1922 bataliony celne przemianowano na bataliony Straży Granicznej. W rejonie odpowiedzialności przyszłej kompanii granicznej KOP „Wysiłek” służbę graniczną pełniły pododdziały 37 batalionu Straży Granicznej. 
Już w następnym zlikwidowano Straż Graniczną, a z dniem 1 lipca 1923 pełnienie służby granicznej na wschodnich rubieżach powierzono Policji Państwowej. 
W sierpniu 1924 podjęto uchwałę o powołaniu Korpusu Ochrony Pogranicza – formacji zorganizowanej na wzór wojskowy, a będącej w etacie Ministerstwa Spraw Wewnętrznych.

## Formowanie i zmiany organizacyjne
Na podstawie rozkazu Ministra Spraw Wojskowych nr 1600/tjn./O.de B/25, w drugim etapie organizacji Korpusu Ochrony Pogranicza, w terminie do 1 marca 1925 sformowano 15 batalion graniczny , a w jego składzie 2 kompanię graniczną KOP. W listopadzie 1936 kompania liczyła 2 oficerów, 9 podoficerów, 5 nadterminowych i 98 żołnierzy służby zasadniczej.
Z dniem 24 listopada 1938 dowódca KOP, zarządzeniem nr L.6990/tj.og.org/38, przeniósł dowództwo 2 kompanii granicznej z Wysiłka do Przewłoki.
14 sierpnia 1939 Stanisław Sławiński „przedłożył końcowe dokumenty rozliczeniowe z budowy koszar dla kompanii granicznej w Przewłokach i kościoła garnizonowego w Ludwikowie. Tego samego dnia spisano komisyjnie protokół ostatecznego odbioru obiektów i udzielono mu absolutorium”.
W 1939 2 kompania graniczna KOP „Przewłoka” podlegała dowódcy batalionu KOP „Ludwikowo”.

## Służba graniczna
Podstawową jednostką taktyczną Korpusu Ochrony Pogranicza przeznaczoną do pełnienia służby ochronnej był batalion graniczny. Odcinek batalionu dzielił się na pododcinki kompanii, a te z kolei na pododcinki strażnic, które były „zasadniczymi jednostkami pełniącymi służbę ochronną”, w sile półplutonu. Służba ochronna pełniona była systemem zmiennym, polegającym na stałym patrolowaniu strefy nadgranicznej i tyłowej, wystawianiu posterunków alarmowych, obserwacyjnych i kontrolnych stałych, patrolowaniu i organizowaniu zasadzek w miejscach rozpoznanych jako niebezpieczne, kontrolowaniu dokumentów i zatrzymywaniu osób podejrzanych, a także utrzymywaniu ścisłej łączności między oddziałami i władzami administracyjnymi. Miejscowość, w którym stacjonowała kompania graniczna, posiadała status garnizonu Korpusu Ochrony Pogranicza.
2 kompania graniczna „Wysiłek” w 1934 ochraniała odcinek granicy państwowej szerokości 33 kilometrów 850 metrów. Po stronie sowieckiej granicę ochraniały zastawy „Wołczok” i „Mały Rożyn” z komendantury „Krasnaja Słoboda” .
Wydarzenia
13 listopada 1928 odbyło się uroczyste poświęcenie i oddanie do użytku koszar i budynków gospodarczych odwodu i dowództwa kompanii „Wielki Rożyn”, w gminie Czuczewicze. Koszary odwodu i budynki gospodarcze zostały wzniesione siłami własnymi batalionu. Kierownictwo budowy spoczywało w rękach dowódcy batalionu. Jednocześnie zmieniono nazwę miejsca odwodu z „Wielki Rożyn” na „Wysiłek”.
Kompanie sąsiednie
- 1 kompania graniczna KOP „Chominka” ⇔ 3 kompania graniczna KOP „Hawrylczyce” – 1928[16], 1929[17], 1931[14] , 1932[18], 1934[19], 1938[20]

## Struktura organizacyjna
Strażnice kompanii w latach 1928 – 1934 
- strażnica KOP „Belina”[d]
- strażnica KOP „Nowy Rożan”[e] (Nowy Rożyn[21][22][14] [23][24])
- strażnica KOP „Wołma I”[f]
- strażnica KOP „Borowa”[g]

Strażnice kompanii w 1938
- strażnica KOP „Belina”
- strażnica KOP „Nowy Rożan”
- strażnica KOP „Wołma I”

Organizacja kompanii „Przewłoka” 17 września 1939:
- dowództwo kompanii
- pluton odwodowy
- 1 strażnica KOP „Bielina”
- 2 strażnica KOP „Różan Nowy”
- 3 strażnica KOP „Wołma I”

## Dowódcy kompanii
- kpt. Walerian Iwanowski[h]